# Louise Charlotte von Schlaberndorf
Louise Charlotte von Schlaberndorf, gift Krabbe (død 1737) var en dansk adelsdame.
Hun blev gift 30. maj 1679 med officeren Niels Krabbe. Hun hørte til en fornem brandenborgsk slægt og var som overhofmesterinde hos dronning Charlotte Amalie knyttet til hoffet.